# Marschlerhof
Der Marschlerhof ist eine Wüstung auf dem Gebiet der Stadt Kaltennordheim im Landkreis Schmalkalden-Meiningen in Thüringen.

## Lage
Der Dreiseithof lag auf der Hinteren Hut 2,8 km westlich von Kaltennordheim auf der Hochebene des Pinzlers, 2,4 km östlich der heutigen Landesgrenze zu Hessen.

## Geschichte
Der Hof wurde im Rahmen des „Marschler-Plans“ zur wirtschaftlichen Verbesserung der Thüringischen Rhön aufgebaut und 1938 mit anderen Höfen wie dem Katzenstein- und Sauckelhof als landwirtschaftlicher Lehrhof eingeweiht und nach dem thüringischen Ministerpräsidenten Willy Marschler benannt. Es wurden Kühe und Schafe gehalten und Weide- sowie Milchwirtschaft betrieben.
Als einzeln liegendes, landwirtschaftliches Gehöft in Grenznähe war es den Machthabern der DDR suspekt und wurde wie andere grenznahe Gehöfte bereits in den 1950er Jahren abgerissen und das Gelände eingeebnet. Letzte vorhandene Reste sind möglicherweise ein Plumpsklo. Auf dem Gelände befindet sich heute eine Grillhütte („Feldablick“). Seit 2012 existiert auch ein Hinweisschild mit einem Foto des Hofs. Die landwirtschaftlichen Flächen der Umgebung (Grünland) werden heute wieder von Kaltennordheim aus bewirtschaftet.